# Ahmed Moussa
Pour les articles homonymes, voir Moussa.
Ahmed Moussa (en arabe : أحمد موسى), né le 7 novembre 1951 à Alger, est un judoka algérien.

## Carrière
Ahmed Moussa pratique le judo depuis 1963 et évolue au MP Alger. 13 fois champion d'Algérie entre 1970 et 1983, il est membre de l'équipe nationale algérienne pendant 15 ans, de 1968 à 1983.
Il est médaillé d'argent dans la catégorie des moins de 71 kg aux Jeux africains de 1973 à Lagos. Il est médaillé d'or dans la catégorie des moins de 60 kg aux Jeux africains de 1978 à Alger et médaillé de bronze dans la même catégorie aux Jeux méditerranéens de 1979 à Split et aux Jeux méditerranéens de 1983 à Casablanca ainsi qu'aux Spartakiades de Moscou en 1979.
Il participe au tournoi des moins de 60 kg des Jeux olympiques d'été de 1980 à Moscou ; il est éliminé en quarts de finale par le Soviétique Aramby Emizh.
Aux Championnats d'Afrique de judo 1983 à Dakar, il obtient la médaille d'or dans la catégorie des moins de 60 kg ainsi que la médaille d'argent par équipes.
Il devient entraîneur en 1983, coachant notamment l'équipe d'Arabie saoudite en 1990. Il est entraîneur national de l'Algérie dans les années 2000.

## Famille
Il est le père de la judokate Meriem Moussa.